# Geinberg
Geinberg là một đô thị thuộc huyện Ried im Innkreis thuộc bang Oberösterreich, Áo. Đô thị Geinberg có diện tích 14 km², dân số thời điểm năm 2006 là 1336 người.